# Dolisie
Dolisie, ook wel Loubomo genoemd, is qua inwoneraantal de derde stad van Congo-Brazzaville. De stad ligt aan de oostelijke rand van het regenwoud dat zich uitstrekt vanaf de kust. De stad vormt het bestuurlijk centrum van de westelijke provincie Niari en is een belangrijk economisch centrum.
De stad telde 79.852 inwoners bij de (niet gevalideerde) volkstelling van 1996, 49.498 bij de laatste gevalideerde volkstelling van 1984 en 28.577 bij die van 1974. Bij een officiële schatting uit 2005 werd haar aantal op 106.300 geschat.

## Geschiedenis
Dolisie ontstond als een station aan de Congo-Oceaanspoorlijn. Het werd vernoemd naar Albert Dolisie, een luitenant van de Frans-Italiaanse ontdekkingsreiziger Pierre Savorgnan de Brazza. De stad groeide mee met de handel over de spoorlijn en telde 20.000 inwoners in 1972. In 1975 werd de stad hernoemd tot Loubomo. Kort daarna groeide de stad uit tot de derde van het land. Door de burgeroorlogen van 1997 en 1999 ving de stad grote vluchtelingenstromen op, waardoor het inwoneraantal verder toenam.

## Economie
Dolisie is het centrum van de spoorwegen. Het is het middelpunt tussen de Congo-Oceaanspoorlijn en de spoorlijn naar de grens met Gabon en Mbinda, en het is een belangrijk knooppunt op de spoorlijn van Brazzaville naar Pointe-Noire aan de kust. Het spoorstation van de stad, een van de grootste van het land, bevindt zich nabij het spoorstation van Monto Bello.
Verder bevinden er zich enkele kleinere industrieën, zoals houtverwerking, en een gelijknamige luchthaven.